# Morti nel 1452
| Questa pagina contiene informazioni ricavate automaticamente dalle voci biografiche con l'ausilio del template Bio e di un bot. L'aggiornamento è periodico e automatico e ricostruisce completamente la pagina. Se manca una persona in questa lista, sei pregato di non aggiungerla, ma accertati piuttosto che la sua voce biografica contenga il template Bio e che i dati anagrafici siano correttamente compilati. Se il template Bio manca, inseriscilo tu stesso o, in alternativa, metti l'avviso {{tmp\|Bio}} che ne segnala la mancanza. Se i dati riportati sono sbagliati, correggi direttamente la voce biografica; le modifiche saranno visibili in questa lista entro pochi giorni. Per chiarimenti vedi il progetto biografie. La lista contiene solo le 29 persone che sono citate nell'enciclopedia e per le quali è stato implementato correttamente il template Bio. Pagina aggiornata al 10 giu 2025. |

- 25 gennaio - Meliaduse d'Este, nobile (n. 1406)
- 3 marzo - Pietro Geremia, religioso italiano (n. 1399)
- 9 marzo - Magnus Tavast, arcivescovo cattolico finlandese
- 20 aprile - Reinardo III di Hanau, conte tedesco (n. 1412)
- 4 maggio - Giovanni XI di Alessandria, vescovo cristiano orientale egiziano
- 25 maggio - John Stafford, arcivescovo inglese
- 1º giugno - Munjong di Joseon, re coreano (n. 1414)
- 7 luglio - Eleonora Cobham, nobile britannica
- 24 settembre - Giovanni della Noce, condottiero italiano
- 4 ottobre - Memmo Agazzari, vescovo cattolico italiano
- 8 ottobre - Boleslao II di Teschen, duca
- 2 dicembre - Johannes Grünwalder, vescovo cattolico tedesco (n. 1392)
- 8 dicembre - Antonio Rizzo, navigatore e mercante italiano
- 31 dicembre - Raoul Roussel, arcivescovo cattolico francese
- Bicci di Lorenzo, pittore italiano
- Antonuccio Camponeschi, nobile e condottiero italiano
- Bernardo Carnesecchi, politico, mercante e mecenate italiano (n. 1398)
- Angelo Cavazza, vescovo cattolico italiano
- Andrea Domenico Fiocchi, umanista italiano
- Giorgio Gemisto Pletone, filosofo bizantino
- Paolo Maffei, religioso e umanista italiano (n. 1380)
- Bernat Martorell, pittore spagnolo (n. 1390)
- Giovanni Moncada Alagona, nobile, politico e militare italiano (n. 1375)
- Hernán Peraza il Vecchio, condottiero spagnolo (n. 1390)
- Ciriaco d'Ancona, archeologo e umanista italiano (n. 1391)
- Sō Sadamori, militare giapponese (n. 1385)
- Jordi d'Ornós, cardinale e vescovo cattolico francese
- Lazzaro Vasari, pittore italiano (n. 1399)
- Mykolas Žygimantaitis, principe lituano